# Dudi Maia Rosa
Rafael Maia Rosa, mais conhecido como Dudi Maia Rosa (São Paulo, 1946) é um artista plástico brasileiro.

## Biografia
Dudi Maia Rosa tem sua formação inicial ligada ao artista Wesley Duke Lee e ao contexto da Escola Brasil:, na década de 1970.
Teve destaque na arte brasileira a partir do início dos anos 1980, quando o Dudi inaugurou, em exposições individuais na Cooperativa dos Artistas Plásticos de São Paulo (1980) e na Galeria São Paulo (1982), procedimentos pioneiros de questionamento da pintura a partir da utilização de suportes e materiais diferenciados que permanecem como marcas de seu trabalho até hoje.
Dudi Maia Rosa iniciou sua primeiras investigações pictóricas com materiais translúcidos, como a resina poliéster pigmentada em fibra de vidro, em 1984. Segundo Gabriel San Martin, "a sua insistência na utilização da resina poliéster como suporte aos trabalhos dispõe de uma sina (...) que repele parcialmente a opacidade dos materiais e lida com certa expansão da obra ao ambiente". Estas investigações, afirma Cadu Ricciopo, passaram a gerar trabalhos que "não possuem frente e trás, superfície e estrutura". E, para Oswaldo Costa, nos trabalhos de Dudi, "a tinta, a tela, o chassi, até a moldura, são uma coisa só, amalgamada".

## Bienais
Dudi participou do Panorama da Arte Atual Brasileira, no MAM-SP, em 1973, 1986, 1989, 1993; das edições de 1987 e 1994 da Bienal Internacional de Arte de São Paulo; da Bienal de Johannesburgo, na África do Sul, em 1995; da Mostra do Redescobrimento: Brasil 500 Anos, no Pavilhão da Bienal de São Paulo, em 2000; e da V Bienal do Mercosul (2005), em Porto Alegre. Dez anos depois, na X Bienal do Mercosul (2015), Dudi apresentou instalação com peças de poliestireno e outros trabalhos geométricos (em resina poliéster pigmentada e fibra de vidro) na exposição “A Poeira e o Mundo dos Objetos”, montada na Usina do Gasômetro de Porto Alegre, RS.

## Acervos
Possui obras em importantes acervos como a Pinacoteca do Estado de São Paulo, MASP, MAM-RJ, MAM-SP, MARGS, MACRS, MAC Niterói, Coleção Itaú e Stedelijk Museum (Amsterdã, Holanda).

## Docência
Dudi Maia Rosa iniciou sua atividade didática como professor de gravura, monotipia, desenho, aquarela, e pintura. Ministrou aulas na própria Escola Brasil:, em seu estúdio, e em instituições como SESC, MAM-SP e Instituto Tomie Ohtake.
Realizou diversas oficinas e workshops, com destaque para o Festival de Artes Plásticas de Governador Celso Ramos, Curso de trainees da Folha de S.Paulo e Festival de Inverno Serrinha (Bragança Paulista – SP), tendo participado também de palestras, seminários e debates.
Além disso, participou do júri do Edital de Oficinas Livres do Centro Cultural São Paulo e do XXIV e XXXI Salão de Arte de Ribeirão Preto.

## Livro
Em 2006, foi lançado o livro intitulado "Dudi Maia Rosa e as mortes da pintura", de autoria de Oswaldo Corrêa da Costa e editado pela Metalivros. O lançamento coincidiu com a abertura da sua exposição individual "Naipes", na Galeria Brito Cimino..

## Exposições individuais
1978	Pinturas e Esculturas, Museu de Arte de São Paulo Assis Chateaubriand - MASP, SP.
1979	100 Aquarelas, Galeria Pindorama, São Paulo, SP.
1980	Pinturas, Cooperativa dos Artistas Plásticos de São Paulo, SP.
1982	Pinturas, Galeria São Paulo, SP.
1984	Fibers, Thomas Cohn Arte Contemporânea, Rio de Janeiro, RJ.
1985	Fibers, Galeria Subdistrito, São Paulo, SP.
1986	Portas, Thomas Cohn Arte Contemporânea, Rio de Janeiro, RJ.
1989	Pinturas, Galeria Subdistrito, São Paulo, SP.
1991	Galeria Subdistrito, São Paulo, SP.
Ciclo de Esculturas do Centro Cultural São Paulo, Capela do Morumbi, SP.
1993	Ciclo Arte Contemporânea Brasileira, Instituto Estadual de Artes Visuais, Casa de Cultura Mário Quintana, Porto Alegre, RS.
1993    Galeria André Millan, São Paulo, SP.
1997	Galeria Valú Oria, São Paulo, SP.
1998	Desenhos, Centro Cultural São Paulo, SP.
2001	Pinturas, Galeria Brito Cimino, São Paulo, SP
Gravuras, Museu Victor Meirelles, Florianópolis, SC. 
2002	Centro Universitário Maria Antônia da Universidade de São Paulo, São Paulo, SP.
2004	Galeria Brito Cimino, São Paulo, SP.
Artista Convidado da III Mostra do Programa de Exposições 2004, Centro Cultural São Paulo, SP.
2006	Naipes, Galeria Brito Cimino, São Paulo, SP.
Mercedes Viegas Arte Contemporânea, Rio de Janeiro, RJ.
2008	Eu Sou um Outro, Instituto Tomie Ohtake, São Paulo, SP.	
2009	Plásticos, Galeria Millan, São Paulo, SP.
2012	Cábulas, Galeria Millan, São Paulo, SP.
2013	Cábulas, Centro Universitário Maria Antônia, São Paulo, SP.
2013    Cábulas, Instituto Figueiredo Ferraz, Ribeirão Preto, SP.
2016	VRIDO, Galeria Millan, São Paulo, SP

## Exposições coletivas
1971	V Jovem Arte Contemporânea  – JAC, Museu de Arte Contemporânea, São Paulo, SP.
1973	V Panorama da Arte Atual Brasileira, Pintura, Museu de Arte Moderna, São Paulo, SP.
1979	O Desenho como Instrumento, Cooperativa dos Artistas Plásticos de São Paulo, Pinacoteca do Estado, São Paulo, SP.
1982	Entre a Mancha e a Figura, Museu de Arte Moderna do Rio de Janeiro, RJ.
1985	Inauguração, Galeria Subdistrito, São Paulo, SP.
1987	A Trama do Gosto: um olhar sobre o cotidiano, Fundação Bienal de São Paulo, SP.
XIX Bienal Internacional de São Paulo, Fundação Bienal de São Paulo, SP.
1988	Brasil Já – Beispiele zeitgenössischer brasilianischer Malerei, Leverkusen, Sttutgart e Hannover, Alemanha.
1990	Brazil Projects '90, Los Angeles, EUA, e Museu de Arte de São Paulo, SP.
1991	O que faz você agora Geração 60?, Museu de Arte Contemporânea da Universidade de São Paulo, SP.
1992	Branco Dominante, Galeria São Paulo, SP.
1994	Bienal Brasil Século XX, Fundação Bienal de São Paulo, SP.
XXII Bienal Internacional de São Paulo, Fundação Bienal de São Paulo, SP.
1995	Johannesburg Biennale, Johannesburgo, África do Sul.
2000	Mostra do Redescobrimento: Brasil 500 anos – Arte Contemporânea, Pavilhão da Bienal, São Paulo, SP.
Marcas do Corpo, Dobras da Alma – XII Mostra da Gravura de Curitiba, Fundação Cultural de Curitiba, Curitiba, PR.
2003	Tomie Ohtake na Trama Espiritual da Arte Brasileira, Instituto Tomie Ohtake, São Paulo, SP.
2005	A Persistência da Pintura, Histórias da Arte e do Espaço, V Bienal do Mercosul, Porto Alegre, RS.
2012	O Triunfo do Contemporâneo, Museu de Arte do Rio Grande do Sul Ado Malagoli (MARGS), Porto Alegre, RS.
Cromomuseu: Pós-Pictorialismo no Contexto Museológico, Museu de Arte do Rio Grande do Sul Ado Malagoli (MARGS), Porto Alegre, RS.
3M, 3D – Maia Rosa, Michalany, Miguez, 3 décadas, Coleção Particular, São Paulo, SP.
2013	As tramas do tempo na arte contemporânea: estética ou poética?, Instituto Figueiredo Ferraz, Ribeirão Preto, SP.
Pintura brasileira, Museu de Arte do Rio Grande do Sul Ado Malagoli (MARGS), Porto Alegre, RS.
O cânone pobre, Museu de Arte do Rio Grande do Sul Ado Malagoli (MARGS), Porto Alegre, RS.
2014	Deus e sua obra no sul da América – A experiência dos direitos humanos através dos sentidos, Museu dos Direitos Humanos do Mercosul, Porto Alegre, RS.
Distrações da memória – O museu como modo de rever o mundo, Museu de Arte do Rio Grande do Sul Ado Malagoli (MARGS), Porto Alegre, RS.
2015	X Bienal do Mercosul – Mensagens de uma nova América, Porto Alegre, RS.
2016 Horror Vacui Tropical (Experiência 2), Caminho dos Antiquários, Centro Histórico de Porto Alegre, RS.
2017  Modos de Ver o Brasil - Itaú Cultural 30 Anos, Oca, Parque Ibirapuera, São Paulo, SP.
QUEERMUSEU - Cartografias da Diferença na Arte Brasileira, Santander Cultural, Porto Alegre, RS.

## Vídeos
Metrópolis: as grandes esculturas de Dudi Maia Rosa em SP.  5 dez. 2012.
Os artistas e a crítica: Dudi Maia Rosa [vídeo]. Celeuma, n. 2, 2013.

## Prêmios
1971	Prêmio Aquisição, Jovem Arte Contemporânea, São Paulo, SP, Brasil.
1989	Prêmio Aquisição, Panorama da Pintura Atual Brasileira, Museu de Arte Moderna de São Paulo, SP, Brasil.
2013	Prêmio de Artes Plásticas Marcantonio Vilaça, FUNARTE, Brasil.